# ژاژادا
ژاژادا (به لاتین: Zhazhada) یک منطقهٔ مسکونی در روسیه است که در داغستان واقع شده‌است.